# Thới Bình (huyện)
Thới Bình là một huyện cũ thuộc tỉnh Cà Mau, Việt Nam.

## Địa lý
Huyện Thới Bình nằm ở phía bắc tỉnh Cà Mau, nằm cách thành phố Cà Mau khoảng 32 km, cách trung tâm Thành phố Hồ Chí Minh khoảng 312 km, cách trung tâm thành phố Cần Thơ khoảng 150 km, có vị trí địa lý: 
- Phía đông giáp thị xã Giá Rai và huyện Phước Long, tỉnh Bạc Liêu
- Phía tây giáp huyện U Minh
- Phía nam giáp thành phố Cà Mau và huyện Trần Văn Thời
- Phía bắc giáp các huyện U Minh Thượng, An Minh, Vĩnh Thuận, tỉnh Kiên Giang và huyện Hồng Dân, tỉnh Bạc Liêu.

Thới Bình là huyện không giáp biển của tỉnh Cà Mau, là địa danh gắn liền với tiểu thuyết Bên dòng sông Trẹm của Dương Hà. Là huyện có vị trí tiếp giáp với nhiều địa phương ngoài tỉnh, Thới Bình đóng vai trò là địa phương "cửa ngõ" nằm ở phía Bắc kết nối tỉnh Cà Mau với các tỉnh khác trong vùng Đồng bằng sông Cửu Long.

### Điều kiện tự nhiên
Là một huyện thuộc bán đảo Cà Mau, Thới Bình có địa hình đặc trưng của khu vực này là đồng bằng, ngập mặn. Huyện có một phần nằm trong rừng U Minh.
Toàn huyện là đồng bằng, độ cao trung bình từ 0,4m đến 0,8m so với mặt nước biển. Tầng địa chất tương đối đồng nhất, cấp tải trọng yếu. Đất được chia thành 2 nhóm đất chính: nhóm đất mặn ít chiếm 27%; nhóm đất phèn chiếm 73%.
Huyện Thới Bình mang đặc trưng của khí hậu nhiệt đới gió mùa cận xích đạo, nhiệt độ trung bình 26,5 °C, tháng có nhiệt độ trung bình cao nhất là tháng 4 là 27,6 °C, tháng có nhiệt độ trung bình thấp nhất là tháng 1 là 24,9 °C. Một năm có 2 mùa: mùa mưa từ tháng 5 đến tháng 11 (trung bình chiếm 90% lượng mưa hàng năm), mùa khô từ tháng 12 đến tháng 4 năm sau. Lượng mưa trung bình hàng năm 2.390 mm.
Diện tích tự nhiên 63.997 ha, diện tích trồng lúa 27.832 ha (trong đó diện tích lúa hè thu 3.065 ha, lúa lắp vụ 2 3.065 ha, lúa - tôm 21.702 ha); diện tích nuôi tôm 45.340 ha (trong đó diện tích nuôi cá 1.309 ha, diện tích nuôi tôm 44.031 ha); diện tích mía 1.500 ha.

## Hành chính
Huyện Thới Bình có 12 đơn vị hành chính cấp xã trực thuộc, bao gồm thị trấn Thới Bình (huyện lỵ) và 11 xã: Biển Bạch, Biển Bạch Đông, Hồ Thị Kỷ, Tân Bằng, Tân Lộc, Tân Lộc Bắc, Tân Lộc Đông, Tân Phú, Thới Bình, Trí Lực, Trí Phải với 7 khóm và 88 ấp.

## Kinh tế - xã hội

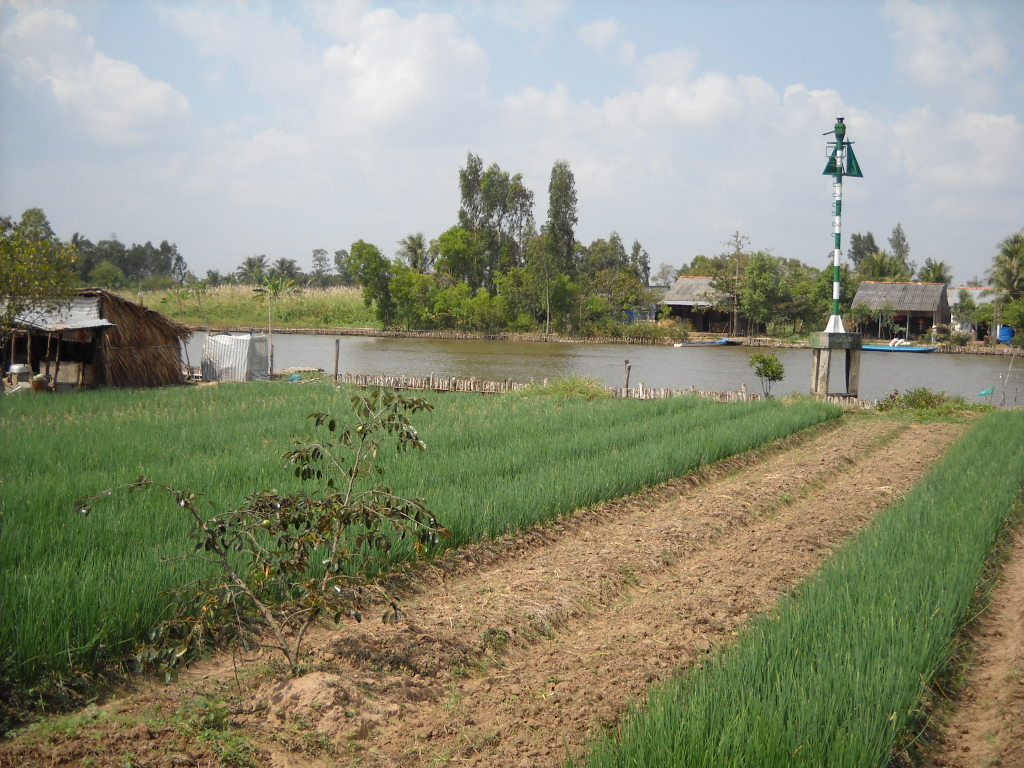
Nhà bên kênh thuộc huyện Thới Bình

## Giao thông

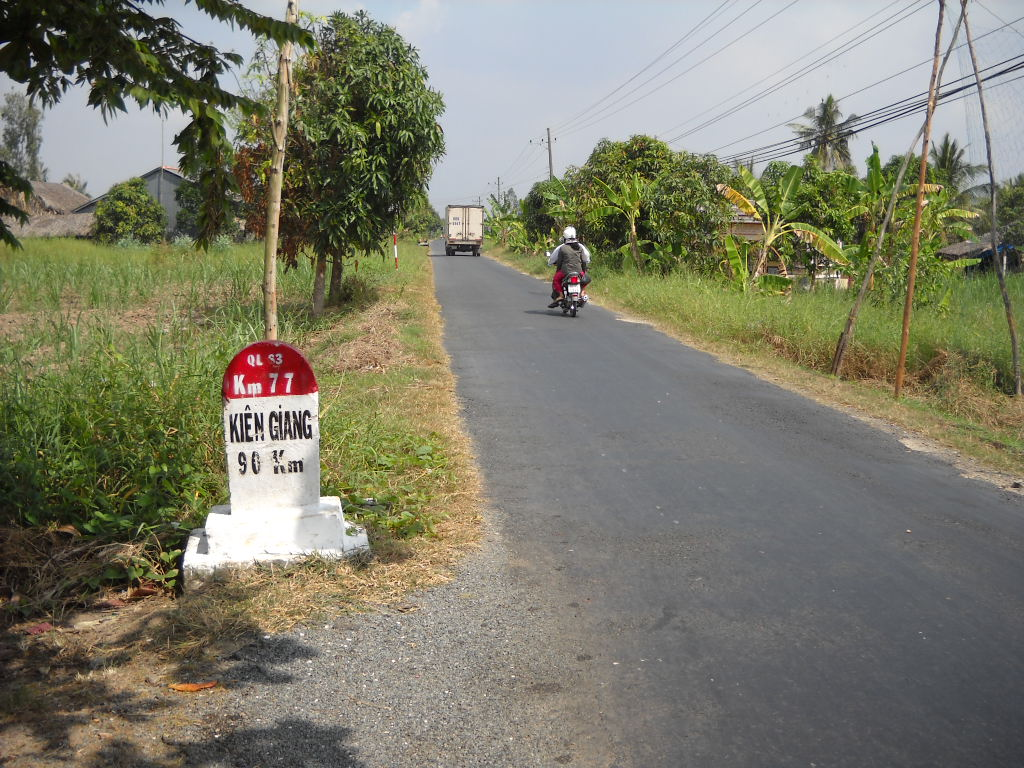
Quốc lộ 63 đoạn qua huyện Thới Bình

## Lịch sử